# Canavalia gladiata
Canavalia gladiata, comúnmente llamada haba espada, es una planta cultivada dentro de la familia de las legumbres (Fabaceae). 

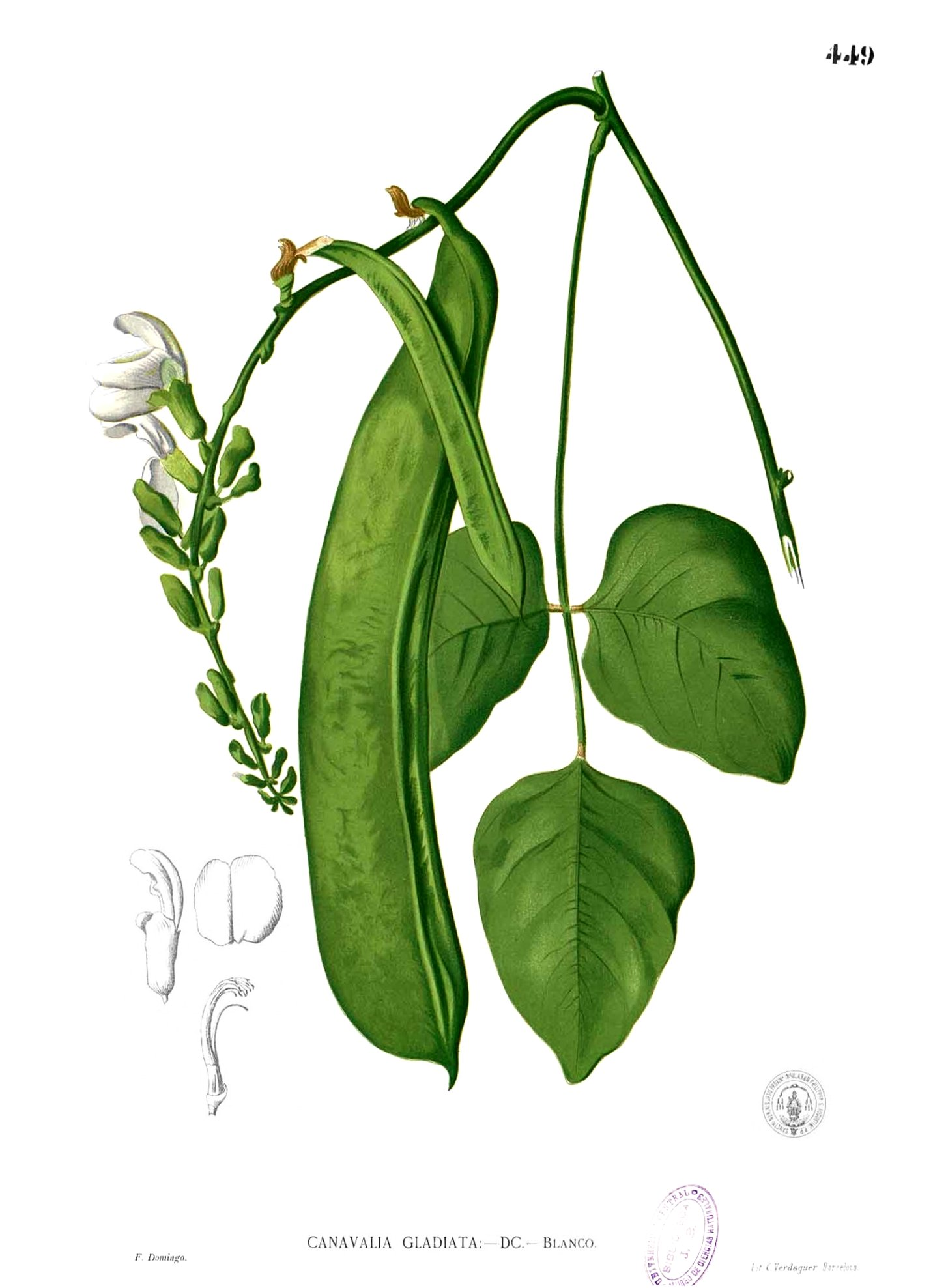
Ilustración

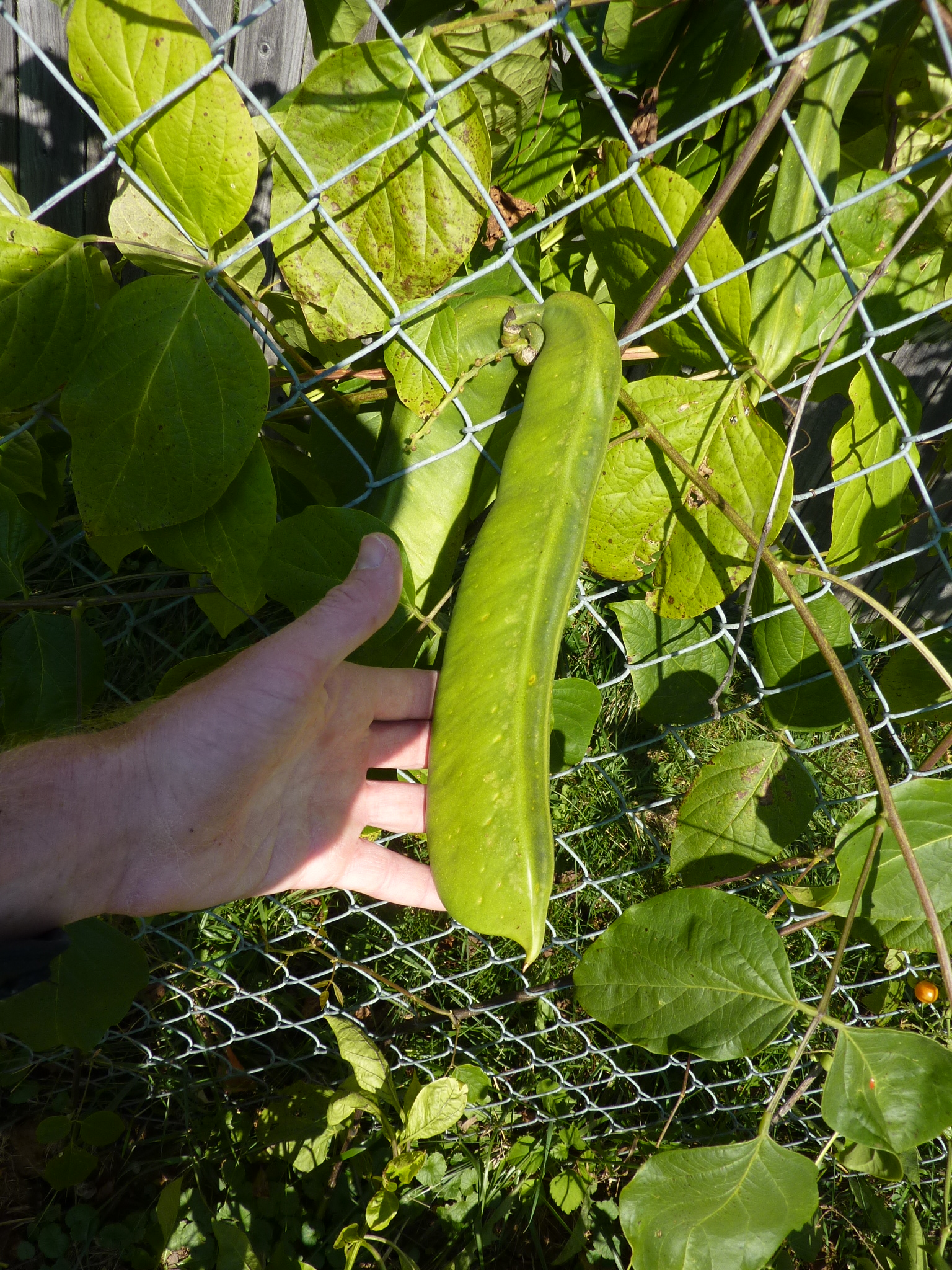
Vista del fruto

Los frutos son consumidos como una legumbre comestible por los pueblos en África y Asia.

## Descripción
Son enredaderas; con tallos cilíndricos, glabros, con unos pocos diminutos pelos débiles. Hojas trifoliadas pinnadas; foliolos ovados, sobre todo de 10 cm de largo, y 6 cm de ancho; acuminado apical agudo o corto, basalmente redondeado u obtuso, la superficie con pelos dispersos diminutos. Inflorescencia axilar, de 10 mm de largo; brácteas caducas; pedicelos de 1 mm de largo u obsoleta, raquis con nodos glandulares hinchados. Flores de color lavanda. El fruto es una leguminosa de 24-30 cm de largo, y 5 cm de ancho, oblongo, comprimido, el pico ligeramente gacha, longitudinalmente acanalada del suturas y con una cresta adicional.

## Características
El "haba espada" es una leguminosa perenne cultivada como alimento principalmente en el Asia templada y tropical. Se cultiva generalmente como cosecha anual. Las hojas son brillantes. La vaina alcanza los 30 cm de largo y 5 cm de ancho. Contiene de 10 a 14 semillas. Las semillas son elípticas y alcanzan los 3 cm de largo. 

## Orígenes
Actualmente es difícil de especificar la región de domesticación del "haba espada", aunque se haya considerado que está en el Asia tropical. La forma ancestral salvaje sugerida sería , C.virosa Wight & Arn.,  se distribuye en Asia y África tropical (Purseglove, 1974).
Aunque se encuentra y cultiva en Japón, el "haba espada" denominada "Nata mame", no es común en este país. El "haba espada" se considera que fue introducida en Japón en los años de la era Edo, siglo XVII (Hoshikawa 1981). Desde entonces, el "haba  espada" se ha cultivado en pequeña escala. La vaina joven se procesa en varias clases de salmueras, llamadas localmente; "Fukujin-zuke", "Nuka-zuke" y "Miso-zuke". 

## Usos
El "haba espada" se cultiva generalmente como forraje, abono verde o como cosecha de cubierta. Las vainas y las habas jóvenes se utilizan abundantemente como verduras en el Asia tropical  

## Taxonomía
Canavalia gladiata fue descrita por(Jacq.) DC. y publicado en Prodromus Systematis Naturalis Regni Vegetabilis 2: 404. 1825.
Variedades aceptadas
- Canavalia gladiata var. alba (Makino) Hisauchi

Sinonimia
- C. gladiata (Jacq.) DC. f. alba (Makino) H.Ohashi
- Canavalia gladiolata J.D.Sauer
- Canavalia incurva (Thunb.) DC.
- Canavalia loureiroi G.Don
- Canavalia machaeroides (DC.) Steud.
- Canavalia maxima Thouars
- Dolichos gladiatus Jacq.
- Dolichos incurvus Thunb.
- Malocchia gladiata (Jacq.) Savi[2]